# Lithobius mesechinus
Lithobius mesechinus är en mångfotingart som beskrevs av Chamberlin 1903. Lithobius mesechinus ingår i släktet Lithobius och familjen stenkrypare. Inga underarter finns listade i Catalogue of Life.